# Richard Hoggart
Herbert Richard Hoggart FRSL (Leeds, 24 de septiembre de 1918-Londres, 10 de abril de 2014) fue un sociólogo y personaje público británico. Su extensa obra incluye los campos de la sociología, la literatura inglesa y los estudios culturales, con especial énfasis en la cultura popular del Reino Unido. Fue conocido tanto por su obra como por ser el fundador del Centre for Contemporary Cultural Studies en la ciudad de Birmingham.

## Biografía
Hoggart nació en Leeds, estudió en la escuela Cockburn High School y la Universidad de Leeds. Durante la Segunda Guerra Mundial sirvió en la Real Artillería y retornó con el rango de capitán. En la Universidad de Hull trabajó como Staff Tutor de 1946 a 1959, y de Senior Lecturer en la Universidad de Leicester de 1959 a 1962.
The Uses of Literacy (1957) es su obra más citada. Parcialmente inspirada en su autobiografía, ha sido interpretada como un lamento por la pérdida de estructuras comunitarias que hacían posible una cultura popular entre la clase obrera y una crítica de la cultura de masas impuesta por la industria cultural.
Como académico de la filología inglesa, fue uno de los testigos del famoso juicio por la publicación de El amante de Lady Chatterley en 1960. Su defensa se basó en demostrar que en realidad se trata de una obra profundamente moral y "puritana". A menudo se ha dicho que el resultado del juicio tuvo mucho que ver con la afirmación de Hoggart.
Siendo profesor de inglés en la Universidad de Birmingham (1962–1973) fundó el Centre for Contemporary Cultural Studies (CCCS), parte de la universidad desde entonces. Fue su director de 1964 hasta 1968. De 1971 a 1975 Hoggart trabajó para la UNESCO y finalmente fue rector del Goldsmiths College de la Universidad de Londres (1976–1984), antes de retirarse de la vida académica institucional. El principal edificio de Goldsmiths hoy se llama "Richard Hoggart Building" en honor a su contribución a la facultad.
Fue miembro de numerosos comités e instituciones: Albermarle Committee on Youth Services (1958–1960); Pilkington Committee on Broadcasting (1960–1962); Arts Council of Great Britain (1976–1981); y Statesman and Nation Publishing Company Ltd (1977–1981). También fue director de Advisory Council for Adult and Continuint Education (1977–1983), Broadcasting Research Unit (1981–1991), así como director del Royal Shakespeare Company (1962–1988).
En obras recientes, como The Way We Live Now (1995), ataca el declive de autoridad moral en la sociedad, tal como la hacía posible la religión, y critica las formas de educación contemporánea por un excesivo énfasis en lo "vocacional", así como el relativismo cultural.
Tenía una hija, Nicola, y dos hijos. Uno es el periodista de asuntos políticos Simon Hoggart, y el otro el crítico televisivo Paul Hoggart. En la película de 2006 producida por el canal digital BBC Four, The Chatterley Affair, el actor escocés David Tennant interpreta el papel de Hoggart.

## Hoggart y la cultura popular
- Para su libro The Uses of Literacy, Hoggart fue obligado a cambiar los títulos de varias novelas e historias aparecidas en las revistas de pulp fiction que reseña en su investigación, esto debido a problemas legales. Uno de los títulos de historia de pulp fiction que inventó fue Death-Cab for Cutie Aim Low, nombre que sería retomado parcialmente por la banda de rock satírico Bonzo Dog Doo Dah Band para bautizar a una de sus canciones: Deat Cab for Cutie.[6]
- La mencionada canción de Bonzo Dog Doo Dah Band es interpretada en la película de los Beatles, Magical Mystery Tour cuando la banda se presenta en un club de desnudismo, esto por influencia de George Harrison, quien admiraba la obra de Hoggart.[6]
- El nombre de la banda de indie rock estadounidense Death Cab for Cutie está inspirado en la canción de Bonzo Dog Doo Dah Band.[6]
- The Uses of Literacy jugó un papel importante en la concepción de Coronation Street, ya que gracias a este libro, Tony Warren, creador de esta serie británica, se dio cuenta de que era posible escribir historias dramáticas sobre la clase obrera inglesa con interés y profundidad.[6]
- En la película de 2006 de la BBC, The Chatterley Affair, el actor David Tennant, conocido por su papel de Doctor Who, interpreta a Hoggart durante su participación en el juicio contra la novela El amante de Lady Chatterlay.[6][7]